# Réverotte
Ne doit pas être confondu avec Reverotte.
Le ruisseau de la Réverotte, est un cours d'eau française, en région Bourgogne-Franche-Comté, traversant les deux départements du Doubs et du Jura, et un affluent droit de la Loue, donc un sous-affluent du Rhône par le Doubs et la Saône.
D'un point de vue hydrographique, la Réverottes est un arroyo, un ruisseau ou canal vide pendant les périodes sèches, et qui se remplit subitement lorsqu'il pleut.

## Géographie
Le ruisseau de la Réverotte prend sa source sur la commune de Chissey-sur-Loue dans le département du Doubs, juste au nord de la commune d'Arc-et-Senans, près de la forêt de Chaux au nord-est du lieu-dit du Défois, à 275 m d'altitude.
Après une centaine de mètres, le cours d'eau passe sous une voie ferrée et pénètre dans son lit artificiel, sorte de canal. Le cours d'eau entre dans le département du Jura et traverse ensuite, suivant un axe rectiligne, les communes de Chissey-sur-Loue, Chatelay, Germigney et Santans. La Réverotte serpente ensuite sur quelques kilomètres, traverse la commune de Montbarrey.
Elle conflue en rive droite dans la Loue à Belmont, à 211 m d'altitude, dans le Jura après un parcours de 16,2 km,.

### Communes et cantons traversés
Dans les deux départements du Doubs et du Jura, le ruisseau de la Réverotte traverse les sept communes suivantes, de l'amont vers l'aval, de Chissey-sur-Loue (source), Arc-et-Senans, Chatelay, Germigney, Santans, Montbarrey, Belmont (confluence).
Soit en termes de cantons, le ruisseau de la Réverotte prend source sur le canton de Mont-sous-Vaudrey, traverse le canton de Saint-Vit, conflue sur le même canton de Mont-sous-Vaudrey, le tout dans les deux arrondissement de Dole et arrondissement de Besançon.

## Affluent
La Réverotte a un seul affluent référencé :
- le ruisseau des Genettes,

Son rang de Strahler est donc de deux.

## Étymologie
Le cours d'eau possède plusieurs noms, qui différent selon le lieu. À Arc-et-Senans, il s'appelle le "Bief des Herbues", alors qu'à Chissey il s'appelle "Réverotte" et à Montbarrey, "La Lue".

## Histoire
Le cours d'eau n'a pas une origine naturelle, puisqu'il est purement artificiel sur la plupart de son cours[réf. nécessaire]. C'est une sorte de canal collecteur permettant de récupérer les eaux pluviales et des ruisseaux environnants.

## Débit
La Réverotte ne possédant pas une véritable source, son débit fluctue selon les saisons et les conditions climatiques. Le débit est élevé pendant les périodes printanière et automnale, et pratiquement inexistant en été et en hiver. Le débit peut augmenter rapidement lors d'orages ou de pluies soutenues.[réf. nécessaire]
On peut aussi préciser que le débit est toujours plus important et continu en toute saison en aval de la commune de Montbarrey, alors qu'en amont, le débit dépend grandement des pluies sur le bassin et de ses Affluents. Il peut donc être considéré comme un arroyo en amont de Montbarrey, et comme un ruisseau classique en aval de cette commune.